# Henriette af England
Henriette af England – (en.: Henrietta Anne Stuart of England, fr.:Henriette Anne d’Angleterre – (født 16. juni 1644 i Exeter, død 30. juni 1670 i Saint-Cloud) var prinsesse af England og gennem sit ægteskab med fætteren, Filip 1., hertug af Orléans, hertuginde af Orléans. Hun var yngste barn af det engelske kongepar, Karl den 1. og Henriette Marie.

## Biografi
Pga. den engelske borgerkrig voksede Henrietta op hos sin mor i eksil i Frankrig. Da hun var fire år, blev hendes far henrettet i London. I familien blev hun kaldt Minette, og til sin ældste bror, Karl, udviklede hun et nært og loyalt forhold.
Som yngste datter af en afdød konge uden kongerige var hendes værdi på ægteskabsmarkedet ikke stor. Med genindførslen af monarkiet i England og broderens kroning i 1660 blev Henriette imidlertid pludselig et godt parti. Hun blev således i 1661 gift med sin fætter Filip 1. af Orléans, der var søn af hendes morbror Ludvig 13. af Frankrig og Ludvig den 14.'s eneste bror.
Filip af Orleans, der ved hoffet var kendt som Monsieur, førte et åbent homoseksuelt liv. Han udførte dog sine ægteskabelige pligter, og Henriette fødte seks børn, hvoraf to døtre nåede voksenalder.

## Efterkommere
1. Marie Louise d'Orléans (1662–1689), gift med Karl 2. af Spanien
2. Philippe Charles d'Orléans (1664–1666), hertug af Valois
3. datter (1665)
4. Anne Marie d'Orléans (1669–1728), gift i 1679 med Viktor Amadeus 2. af Sardinien-Piemont

- Wikimedia Commons har flere filer relateret til Henriette af England